# Río Ishikari
El Ishikari (ja: 石狩川 Ishikari-gawa) es el río más grande de la prefectura de Hokkaidō, Japón. Su cuenca de 14.330km² es la segunda más extensa de los ríos de Japón y su longitud de 269 km es la tercera. 
El río nace en la ladera norte del monte Ishikari en la cordillera de Daisetsu, en el centro de Hokkaido. Fluye hacia el oeste pasando por la planicie de Kamikawa, donde se localiza la ciudad de Asahikawa. Atraviesa una parte de las cordilleras de Teshio y de Yubari, así como la llanura Ishikari. El río cambia de dirección en el sur, formando un meandro en la llanura y acabando en el golfo Ishikari del mar del Japón.
Pasa por los 22 municipios de las tres subprefecturas de Kamikawa, Sorachi e Ishikari. Sus afluentes se extienden mucho más, abarcando 48 municipios con cerca de 2.500.000 habitantes.
Hasta hace 40.000 años, el río Ishikari no pasaba por la llanura, desembocando directamente en el océano Pacífico. Pero una antigua explosión del volcán Shikotsu arrojó corrientes de magma que impidieron el avance del río, desviándolo. Desde entonces el río Ishikari ha desembocado en el mar del Japón. 
Ishikari significa 'haciendo meandros' en la lengua ainu, debido a que el río efectúa numerosos giros en la llanura. Como nota curiosa, su longitud era de 364 km en 1860. Continuas obras en la primera mitad del siglo XX han cambiado el curso y la longitud del río.